# 장희주
장희주(1993년 6월 1일 ~ )는 대한민국의 레이싱 모델이다.

## 경력

### 레이싱모델 경력
- 2014년 - 아웃도어 모터쇼 레이싱모델
- 2015년 - 지스타 넥슨 레이싱모델
- 2015년 - 오토모티브위크 레이싱모델
- 2016년 - 국제 보트쇼 레이싱모델

## 수상
- 2014년 - 제3회 한국 레이싱모델 어워즈 이브크림 특별상